# Hühnereiallergene
Die Hühnereiallergene (Gal d) sind Proteine, die vom Haushuhn (Gallus domesticus) im Eiklar oder Eigelb produziert werden und stark allergen beim Menschen wirken. Sie sind in unterschiedlichem Anteil im Hühnerei enthalten und haben meist Speicher- oder antimikrobielle Funktion für das Tier. Kreuzallergien sind selten, wenn keine anderen Tiereier verzehrt werden. Darüber hinaus sind Menschen mit unterschiedlicher Herkunft sowie differierender Allergiegeschichte jeweils verschieden empfindlich auf die Allergene.
Außer den Hühnereiallergenen sind mehrere allergene Proteine vom Huhn bekannt, die im Muskelfleisch vorkommen und eine seltene Hühnerfleischallergie verursachen können.

## Einteilung

### Eiklar
- Gal d 1: Ovomucoid, ein Proteaseinhibitor der Kazal-Familie[2]
- Gal d 2: Ovalbumin, ein Proteaseinhibitor vom Serpin-Typ; Speicherprotein
- Gal d 3: Ovotransferrin, Transferrin-ähnlich mit bakteriostatischen Eigenschaften; aufgrund der Menge eher antimikrobielle Funktion als Eisenspeicher[3]
- Gal d 4: Lysozym C, mit 1,4-β-N-Acetylmuramidase-C-Aktivität (spaltet bakterielles Peptidoglykan); daher antimikrobielle Funktion[4]

Siehe auch: Hühnereiweißallergie

### Eigelb
- Gal d 5: Serum-Albumin, Speicherprotein[5]
- Gal d 6: Vitellogenin-1, Mitglied der Vitellogenine; Speicherprotein[6]
- Gal d Apo I: Apovitellenin-1, Speicherprotein[7]